# XML-Datenbindung
XML-Datenbindung (englisch XML data binding) ist in der Objektorientierung der Prozess der Abbildung von XML-Dokumenten auf Objekte bzw. die Repräsentation von XML-Dokumenten durch Objekte und umgekehrt. Dieser Prozess erlaubt es Programmierern, auf XML-Daten über Objekte zuzugreifen ohne dabei XML-typische Mechanismen, wie XPath, DOM oder SAX, zu verwenden.
Die zur Laufzeit einer Anwendung stattfindende Abbildung eines Objektes in XML-Daten nennt man dabei Marshalling oder Serialisierung. Der umgekehrte Weg, die Abbildung von XML-Daten in Objekte nennt man Unmarshalling oder Deserialisierung.

## Funktionsweise
XML-Datenbindung muss zur Abbildung von Objekten auf XML-Daten und umgekehrt Attribute der Objekte auf XML-Elemente abbilden. Dies kann je nach Aufgabenstellung beziehungsweise Unterstützung durch das verwendete XML-Bindungs-Framework auf unterschiedliche Art und Weise erfolgen:
auf XML-Schema basierendBasierend auf einem gegebenen XML-Schema werden Klassen generiert, die dem XML-Schema entsprechen. Die zu dem XML-Schema passenden XML-Dokumente werden zur Laufzeit dann von Instanzen dieser Klassen repräsentiert.
auf Klassen basierendBasierend auf gegebenen zu serialisierenden Klassen wird ein dazu passendes XML-Schema generiert. Zur Laufzeit werden die Instanzen dieser Klassen in zu dem XML-Schema passende XML-Dokumente gespeichert.
auf Mapping basierendEin üblicherweise in XML definiertes Mapping beschreibt die Abbildung von XML-Elementen auf Attribute. Basierend auf diesem Mapping werden dann zur Laufzeit Objekte in XML-Dokumente serialisiert oder XML-Dokumente in Objekte deserialisiert.
Alle drei Methoden können auf unterschiedliche Art und Weise implementiert werden. So ist es beispielsweise bei einigen Frameworks möglich die benötigten Klassen erst zur Laufzeit zu generieren bzw. durch Bytecodemanipulation sogar ganz ohne eigene Klassen auszukommen.

## Probleme
XML-Schemas und Klassen lassen sich nicht immer vollständig aufeinander abbilden. Beispielsweise ist es oft schwierig, die bei beiden möglichen Kommentare aufeinander abzubilden. Darüber hinaus ist es oft problematisch, die Reihenfolge der XML-Elemente in Klassen abzubilden, während Selbst-Referenzen von Objekten in XML schwer abzubilden sind. Somit kann es der Fall sein, dass XML-Daten-Bindung nicht die gesamte Information der zu bindenden Elemente berücksichtigt. Moderne XML-Daten-Bindungs-Frameworks sind allerdings in der Lage, die vollständigen Informationen zu bewahren.

## Alternative
Die Alternative zu XML-Datenbindung ist die manuelle Serialisierung und Deserialisierung von Objekten in XML-Dokumente mittels bekannter XML-Techniken wie XPath, DOM oder SAX. Der wichtigste Nachteil dieser Alternative ist der Mehraufwand für die dazu notwendige eigene Implementierung und die damit verbundenen Folgekosten. Dies gilt allerdings nur für objekt-orientierte Laufzeitumgebungen. Wird stattdessen eine, idealerweise reine, XML Laufzeitumgebung verwendet, wie dies unter Verwendung von XQuery, XSLT und XProc möglich ist, verkürzen sich Entwicklungszeit und Folgekosten häufig, da hier, von vornherein, die Notwendigkeit zur objekt-orientierten XML-Datenbindung gar nicht erst entsteht, sondern die XML Daten von der Quelle bis zum Ziel, ohne Umwandlung in ein anderes Datenformat, durchgereicht werden können. Jedoch empfiehlt sich dies nur bei Verwendung Dokument-orientierter Datenbanken, die die Daten bereits als XML darstellen oder für statische Dateien im XML Format.

## XML Datenbindungs-Frameworks

### C++ und C
- gSOAP - Open Source XML Datenbindungs Compiler für C++ und C; unterstützt SOAP, WSDL and XSD.
- CodeSynthesis XSD - Open Source XML Datenbindungs Compiler für C++, SAX- oder Baum-ähnliches Mapping zu C++ Klassen.
- xmlbeansxx - C++ Bibliothek für XML Datenbindung. Ähnlich XMLBeans.

### Java
- Java Architecture for XML Binding (JAXB), Java Programmierschnittstelle für XML-Datenbindung, Teil der JSE und JEE.
- Castor - Open-Source-XML-Datenbindungs-Framework
- Apache XMLBeans - Open Source XML Datenbindungs-Framework, Zugriff auf XML-Dokumente via aus XML-Schema-generierter Klassen
- JiBX - Schnelles Open-Source-XML-Datenbindungs-Framework, Mapping von Klassen auf XML-Schemata über Bytecodemanipulation
- XStream - Open-Source-XML-Datenbindungs-Framework, serialisiert auch nach JSON
- Apache Commons Betwixt - Simples Open-Source-XML-Datenbindungs-Framework, serialisiert Objekte in XML ohne vorherige XML-Schema-Definition

### .Net
- System.Xml.Serialization - Teil des .NET-Frameworks, enthält auch XML-Datenbindungsklassen

## Weitere Infos
- Serialisierung, Deserialisierung
- Marshalling, Unmarshalling
- YAML - alternatives textuelles Datenformat
- JavaScript Object Notation (JSON) - alternatives textuelles, im Vergleich zu YAML näher zu DOM liegendes Datenformat